# Smeringopus lineiventris
Smeringopus lineiventris là một loài nhện trong họ Pholcidae. Loài này được phát hiện ở Tây Phi đến Yemen.